# Sociaal Rechts Haarlemmermeer
Sociaal Rechts Haarlemmermeer (SRH) is een lokale politieke partij in de Nederlandse gemeente Haarlemmermeer. De partij is in 2010 door Rinus Beusenberg opgericht. SRH noemde zichzelf een alternatief voor de PVV maar heeft sindsdien afstand hiervan genomen. SRH is landelijk bekend geworden door de opvallende posters die ze gebruikte bij de gemeenteraadsverkiezingen in 2010 en 2014.

## Standpunten
De belangrijkste standpunten voor SRH zijn: Meer sociale woningen, goedkope koopwoningen en starterswoningen in de gemeente. Meer burgerinitiatief en meer aandacht voor de burger, fraude aanpakken en Nederland terug geven aan de inwoners.

## Geschiedenis
Ondernemer Rinus Beusenberg richtte de partij in 2010 op, voor de raadsverkiezingen van 2010. Eerder had hij geprobeerd om samen te werken met de Haarlemmermeerse afdeling van Forza!. Bij de verkiezingen van 2010 beloofde hij dat zijn partij fraude zou aanpakken. Ook noemde hij SRH een alternatief voor de PVV kiezer in Haarlemmermeer. De partij haalde in dat jaar een zetel in de gemeenteraad.
SRH is vooral bekend geworden door de vele rechtszaken die werden gevoerd tegen de gemeente (zie eigen boek 'politieke terreur', 
2018). Vanwege persoonlijke omstandigheden zat Beusenberg steeds minder tot niet met zijn zetel in de raad. Bij de gemeenteraadsverkiezingen van 2014 behield de SHR haar standpunten die ze in 2010 al gebruikte. SRH behield in 2014 zijn zetel. SRH zegt zelf nooit deel te zullen nemen aan een college en de strijd desnoods via referenda aan te gaan.
Bij de herindelingsverkiezingen van 2018 in de gemeente Haarlemmermeer deed SRH mee als Lijst 10. Ditmaal werd Rinus Beusenberg gesteund door zijn zoon Tim. De partij behield bij de verkiezingen haar enige zetel. Bij de verkiezingen in 2022 was SRH de enige lokale partij die winst boekte in Haarlemmermeer toen er een zetel bijkwam. Lijsttrekker Beusenberg werd herkozen en zijn toenmalige partner, Ingrid Pfeil, die als derde op de kandidatenlijst stond werd met voorkeursstemmen gekozen,  ten koste van Tim Beusenberg, die op de tweede plek van de kieslijst stond en de zoon is van Beusenberg en Pfeil. Pfeil nam haar zetel echter niet in ten begunstigde van haar zoon waardoor die als raadslid zitting nam in de gemeenteraad. 

## Verkiezingsposters
SRH heeft met Beusenberg twee keer landelijke bekendheid gekregen door de verkiezingsposters die ze gebruikte tijdens de raadsverkiezingen van 2010 en van gemeenteraadsverkiezingen van 2014.
- In 2010 onthulde SRH een verkiezingsposter met Beusenberg die de borst van een vrouw stevig vastgrijpt. Deze vrouw was Anita de Jong, die op nummer twee stond op de lijst van SRH. Hiermee probeerde Beusenberg aandacht te krijgen onder het mom van dat hij fraude 'stevig' zou aanpakken. De poster veroorzaakte veel ophef in binnen- en buitenland.

- In 2014 onthulde hij een nieuwe poster voor de verkiezingen van 2014. Deze keer gaf hij billenkoek aan een onbekende man die met de billen bloot op de schoot van Beusenberg lag. Op de omlaag getrokken onderbroek van de man kon met de logo's van de VVD en de PvdA zien. Hiermee wou Beusenberg laten zien dat hij met beide partijen zou afrekenen. Deze poster veroorzaakte weer veel ophef en werd veel gebruikt in satirische programma's als De Kwis.

- Bij de verkiezingen in 2018 gebruikte SRH een milde poster waarin vader en zoon Beusenberg naast elkaar stonden, waarvan zoon Tim in een Juridische toga, en waarin ook het geschreven boek van Beusenberg werd gepromoot. De borden veroorzaakten deze keer enkel ophef in de gemeente door de hoeveelheid die de partij had geplaatst, waardoor andere partijen geen plek meer hadden. Deze poster werd hergebruikt voor de verkiezingen van 2022.

## Raadsleden
SRH heeft twee zetels in de gemeenteraad van Haarlemmermeer. Raadsleden in deze gemeente voor SRH zijn fractievoorzitter Rinus Beusenberg en zijn jongste zoon Tim. SRH heeft ook een fractie-assistent, deze mag meedoen aan de debatten, vragenuren en vergaderingen, maar mag niet stemmen in de raadszaal. Fractie-assistenten voor SRH in Haarlemmermeer is Ingrid Pfeil, de voormalige partner van Rinus en moeder van Tim.